# Christoph Leitl
Christoph Leitl (ur. 29 marca 1949 w Linzu), austriacki polityk i przedsiębiorca, przewodniczący Austriackiej Federalnej Izby Gospodarczej od 2000, członek Austriackiej Partii Ludowej (ÖVP).

## Życiorys
Christoph Leitl w 1971 ukończył ekonomię na Uniwersytecie Johannesa Keplera w Linzu. W 1973 uzyskał doktorat z ekonomii na tej uczelni.
W latach 1977–1990 Leitl pełnił funkcję dyrektora zarządzającego firmy kamieniarskiej Bauhütte Leitl-Werke, a także wicedyrektora Austriackiego Stowarzyszenia Producentów Budowlanych.
Leitl zaangażował się również w działalność polityczną. Już w trakcie studiów był założycielem ugrupowania Europejska Młodzież. W latach 1985–1990 wchodził w skład parlamentu lokalnego Górnej Austrii. Od 1990 do 2000 był członkiem rządu lokalnego Górnej Austrii, odpowiedzialnym za gospodarkę, turystykę, technologię, energię, szkolenie zawodowe i planowanie. Od 1995 do 2000 zajmował stanowisko zastępcy gubernatora i skarbnika Górnej Austrii.
W latach 1995–2000 Leitl był członkiem Komitetu Regionów. Od 1990 pełni funkcję wiceprzewodniczącego ÖVP w Górnej Austrii, a od 2000 wchodzi w skład kierownictwa partii.
Od 2000 Christoph Leitl zajmuje stanowisko przewodniczącego Austriackiej Federalnej Izby Gospodarczej. W latach 2001–2005 by przewodniczącym EUROCHAMBRES (Stowarzyszenie Europejskich Izb Handlowych i Przemysłowych), a od 2006 pozostaje jej honorowym przewodniczącym.
Chritoph Leitl jest żonaty, ma dwoje dzieci.